# Liceo Universitario de Filipinas
El Liceo Universitario de Filipinas (LPU; en filipino: Pamantasang Liseo ng Pilipinas) es una universidad privada ubicada en intramuros en Manila, Filipinas. Fue fundado en 1952 por el Dr. José P. Laurel, quien fue el tercer presidente de la República de Filipinas.
Dos de las características más destacadas de LPU son su puerta de entrada a través del "Salón de los Héroes", comúnmente conocido como "Salón Mabini", que exhibe bustos de venerados personajes históricos filipinos esculpidos por el Artista Nacional Guillermo Tolentino y la famosa "Torre del Liceo" que sirve como hito de la escuela y es testigo de la historia de la universidad y el progreso continuo.
En la universidad se enseñan muchas disciplinas, siendo las relaciones internacionales (diplomacia, comercio internacional), negocios, comunicación y hotelería internacional (gestión de hoteles y restaurantes, turismo) los cursos principales de la universidad. La LPU tiene campus afiliados/sucursales en Macati, Batangas, La Laguna, Cavite y Dávao.

## Historia

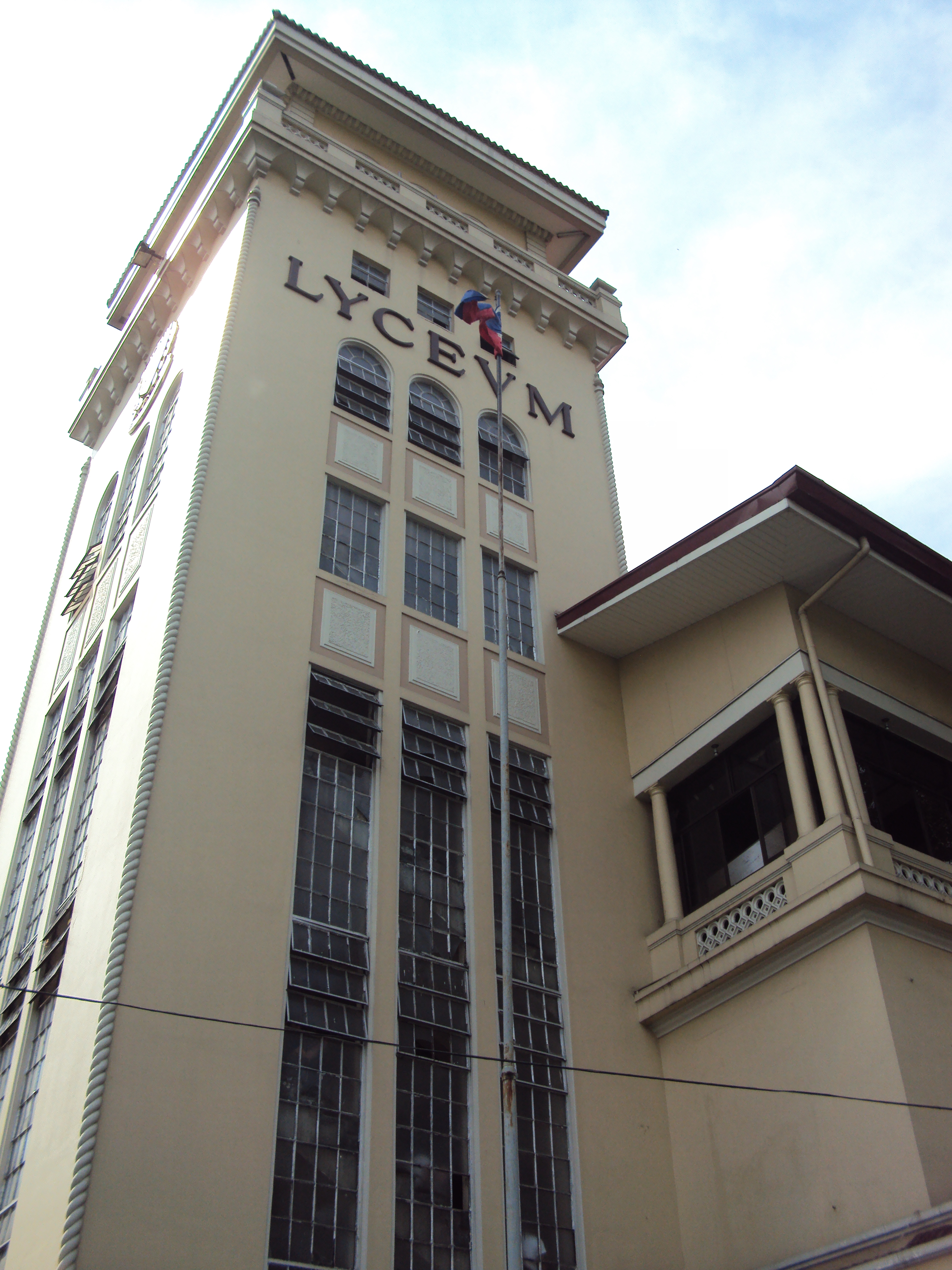
Torre del Liceo en Intramuros

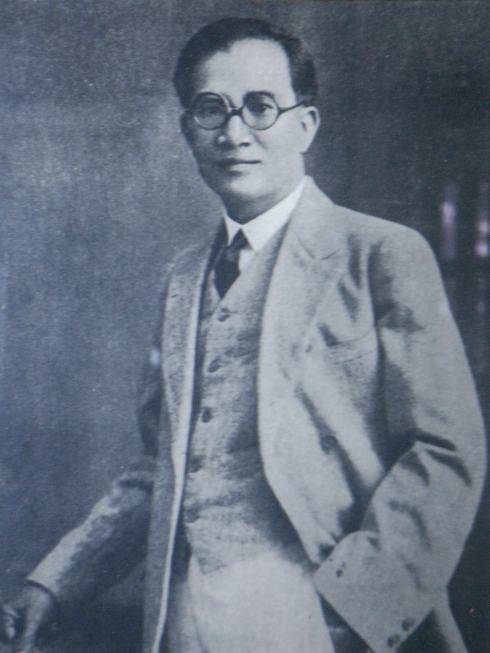
José P. Laurel, Fundador del Liceo de la Universidad de Filipinas

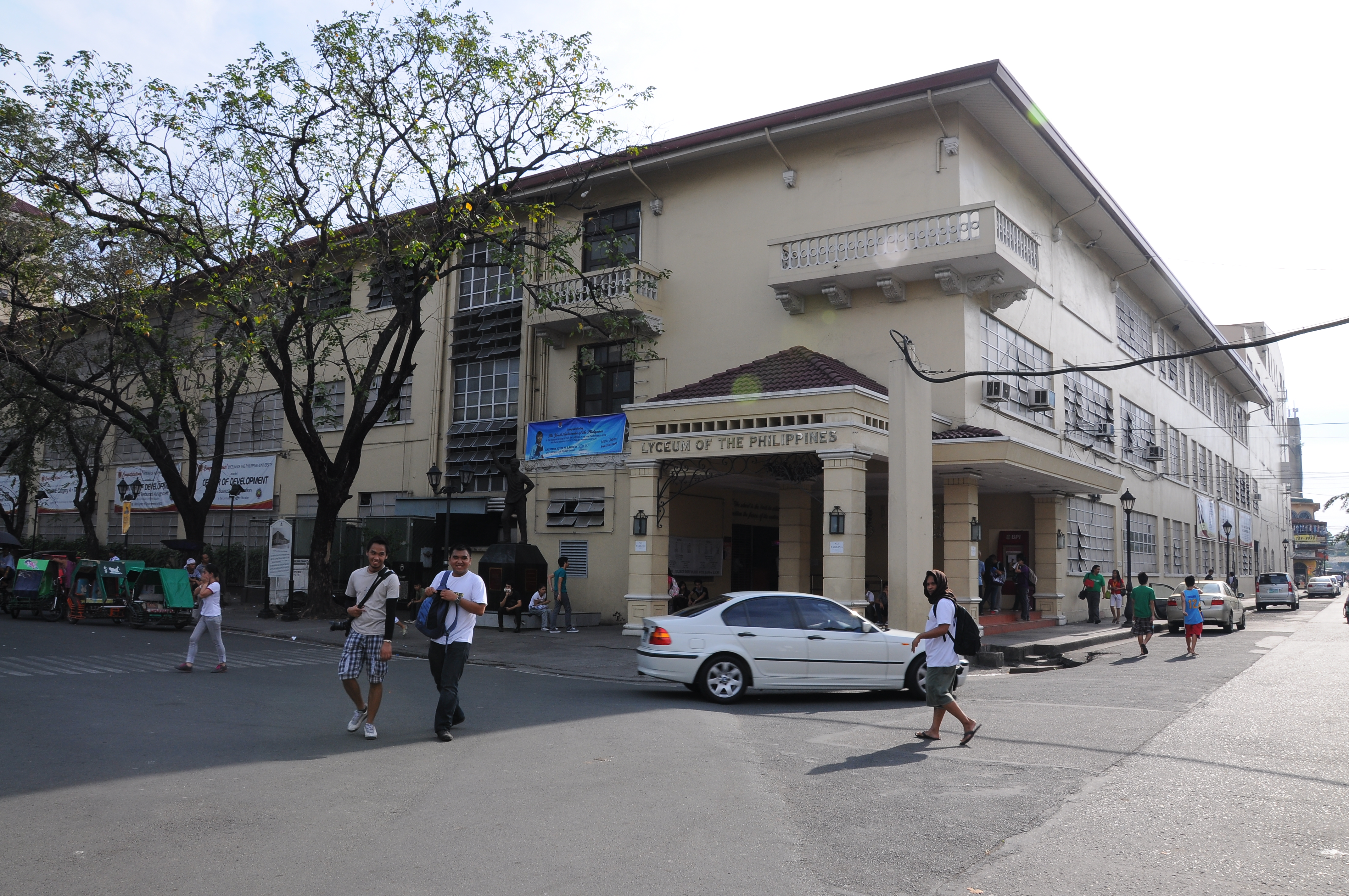
LPU durante los días escolares regulares

El Liceo Universitario de Filipinas fue fundado en 1952 por el Dr. José P. Laurel, quien se convirtió en el tercer presidente de Filipinas, lo que convirtió a LPU en la única escuela fundada por un presidente filipino. Llamó a la institución después de lykeion, la arboleda en la antigua Atenas donde Aristóteles y Demetrio enseñaron a sus alumnos. Su visión educativa se fundamenta en los principios que su fundador, José P. Laurel, planteó. Abrió sus puertas a sus primeros alumnos el 7 de julio de 1952. La LPU Manila se construyó en el solar donde se ubicaba el antiguo Hospital San Juan de Dios.
La universidad ofrece programas de pregrado y posgrado en varios campos que incluyen derecho, artes liberales, diplomacia, comercio internacional y periodismo, así como enfermería, ingeniería, negocios y contabilidad, comunicaciones masivas, turismo y administración de hoteles y restaurantes.
La Comisión de Educación Superior (CHED) le otorgó el estatus de autónomo. Es una universidad de enseñanza de categoría "A" en Filipinas. La evaluación de categoría "A" es el nivel más alto en el marco de Garantía de calidad institucional a través de monitoreo y evaluación desarrollado por la Comisión de Educación Superior (CHED) como otro medio para evaluar y monitorear la calidad de una institución.
Está clasificada como una de las mejores universidades de Filipinas por la Comisión de Educación Superior (CHED) y la única universidad en Filipinas aprobó la acreditación de The Tourism and Hospitality Management Education, Center of Excellence o THE-ICE y aclamada como una de las mejores asiáticas. universidades del ranking QS 2022.
Es miembro del Consorcio Intramuros que incluye la Universidad de Mapúa, la escuela católica Colegio de San Juan de Letrán y la ciudadana Pamantasan ng Lungsod ng Maynila (Universidad de la Ciudad de Manila).
Cuatro programas (Administración de Empresas, Administración de Hoteles y Restaurantes, Artes Liberales y Ciencias) tienen el Estatus Reacreditado de Nivel 3 por la Comisión de Acreditación de la Asociación Filipina de Colegios y Universidades mientras que sus programas de Ingeniería Informática, Tecnología de la Información, Turismo, Informática, Enfermería , Maestría en Administración Pública, Maestría en Administración de Empresas obtuvieron el Estatus Reacreditado Nivel 2 por parte de PACUCOA.
En 2012, Lyceum celebró su 60 aniversario de fundación. La Corporación Postal de Filipinas, junto con la administración de la LPU, lanzó un sello conmemorativo.
Recientemente, el presidente Benigno S. Aquino III reconoció y otorgó formalmente al Liceo de la Universidad de Filipinas - Manila con el Reconocimiento por Compromiso con la Gestión de Calidad en las 16 ceremonias de entrega del Premio Filipino a la Calidad celebradas en el Palacio de Malacañang.

## Universidades y Escuela de Graduados

### Facultad de Artes y Ciencias
Los programas de artes liberales y ciencias obtienen el estatus de reacreditado de nivel 3 de PACUCOA.

#### Historia
La Escuela de Artes y Ciencias fue una de las tres escuelas originales del Liceo de la Universidad de Filipinas. Tenía una matrícula de 350 estudiantes cuando abrió por primera vez en 1952, con el Prof. José A. Adeva Sr. como decano.
El 15 de junio de 1953, los Reconocimientos Nos. 281 282 s. 1953 para Licenciatura en Artes y Asociado en Artes respectivamente fueron otorgados por el Departamento de Educación.
Adeva fue designado el 17 de mayo de 1962 como decano de la Facultad de Humanidades y Ciencias. Posteriormente, el 21 de mayo de 1962, se procedió a la integración de las diferentes facultades: Facultad de Artes y Ciencias, Periodismo, Servicio Exterior, Educación y Economía y Administración de Empresas el 21 de mayo de 1962.
Actualmente, el CAS está integrado por los siguientes departamentos: Departamento de Estudios Jurídicos, Departamento de Comunicación Masiva y Periodismo y Departamento de Psicología. También en el CAS se encuentran los siguientes Departamentos de Educación General (GE): Departamento de Inglés y Literatura, Departamento de Filipino, Departamento de Humanidades, Departamento de Matemáticas, Departamento de Ciencias Naturales, Departamento de Educación Física y Departamento de Ciencias Sociales.
En términos de acreditación, los siguientes programas son de Nivel III 1st Re-acreditados por la Comisión de Acreditación de la Asociación Filipina de Colegios y Universidades (PACUCOA): Comunicación de Masas AB, Periodismo AB y Estudios Jurídicos AB, mientras que BS Psicología ha obtenido el Nivel III Re -Estado acreditado.
El CAS tiene como eje principal el desarrollo de su cuerpo docente, administrativo y estudiantil. Esto se logra a través de seminarios de desarrollo docente, visitas a los salones de clases, reuniones periódicas del cuerpo docente y conferencias periódicas con los directores de departamento.
La universidad también ayuda al Departamento de Comunicación y Asuntos Públicos (CPAD) en sus actividades de promoción/mercadeo a través del Brain Quest anual, la Copa JPL y el Foro de medios al que asisten regularmente escuelas secundarias públicas y privadas en Metro Manila.
En 2014, la Facultad de Artes y Ciencias realizó los I Premios UmalohokJUAN, reconociendo y premiando a programas y personalidades de la televisión y la radio.

### Facultad de Administración de Empresas
El programa de Administración de Empresas obtiene el Nivel 3 1er Estatus Reacreditado por PACUCOA. El programa de Contabilidad y Administración de Aduanas obtiene el Estatus Acreditado Formal Nivel 1 de PACUCOA

#### Historia
En 1952, cuando el Dr. Laurel fundó la universidad, uno de sus sueños era abrir la puerta a una educación de calidad para las masas. La respuesta fue abrir durante el mismo año la Escuela de Comercio encabezada por el senador Gil J. Puyat como primer decano con Hilarión M. Henares como vicedecano. En 1955, la escuela graduó a 53 estudiantes que se incorporaron a los sectores público y privado.
Posteriormente, la Escuela de Comercio se amplió y se convirtió en la Escuela de Economía y Administración de Empresas. En 1976, se convirtió en la Facultad de Administración de Empresas. Produjo siete (7) destacados en el examen de la junta de CPA desde 1992 y (14) en el examen de licencia de agentes de aduanas desde 1999.

### Facultad de Tecnología
Los programas de Ciencias de la Computación y Tecnología de la Información obtienen el Estatus Reacreditado de Nivel 3 por parte de PACUCOA.

#### Historia
En junio de 2001, la universidad decidió establecer la Facultad de Estudios Informáticos (CCS) para satisfacer la creciente demanda de profesionales de TI. Durante los cinco años anteriores en que se ofreció, el Programa de Licenciatura en Ciencias de la Computación había estado bajo la administración del Colegio de Ingeniería (COE). Cuando Lyceum decidió ofrecer otros cursos de Tecnología de la Información, se estableció el nuevo Colegio. Al agregar al menos tres nuevos cursos relacionados con la industria de la Tecnología de la Información, Lyceum separó a los estudiantes de Ciencias de la Computación del COE para establecer la Facultad de Estudios de Computación (CCS). En 2015, la Facultad de Estudios Informáticos (CCS) y la Facultad de Ingeniería (COE) se fusionaron y se denominaron Facultad de Tecnología (COT).

### Facultad de Gestión Hotelera de Turismo Internacional

#### Historia
Con el fin de acomodar el aumento de la población estudiantil y reunir recursos y profesores comunes, la Facultad de Gestión Hotelera Internacional (CIHM) se fundó en noviembre de 1998. Fue la primera en Filipinas en utilizar la denominación Gestión Hotelera Internacional, CIHM. ofreció el programa BS HRM, ofrecido inicialmente por la Facultad de Administración de Empresas (CBA) y la Licenciatura en Ciencias en Turismo (BST), originalmente bajo la Facultad de Artes y Ciencias (CAS).
El establecimiento de CIHM se presentó al Consejo de Educadores de Hoteles y Restaurantes de Filipinas (COHREP), una organización profesional de educadores en el programa HRM y a la Asociación de Hoteles y Restaurantes de Filipinas (HRAP), una organización profesional de hoteles y miembros de la industria de restaurantes en 1999. En 2002, el CIHM también se esforzó por ser miembro de los Educadores de Turismo en Escuelas, Colegios y Universidades (TESCU). La participación estuvo inactiva después de los primeros años, pero en agosto de 2009, la universidad se unió a las competencias patrocinadas por la organización con su nuevo nombre, Union of Filipino Tourism Educators (UFTE) y ha permanecido activa desde entonces.
Las clases del Laboratorio CITHM se llevan a cabo en Le Cafe, un restaurante en el campus operado por estudiantes, frecuentado por la comunidad académica y sus invitados, y un mini hotel totalmente equipado con área de recepción, suite de hotel y área de limpieza. Además de estos, hay dos habitaciones de hotel simuladas que las clases pueden usar para enseñar competencias básicas en tareas domésticas. Apoyando el desarrollo de habilidades en la producción de alimentos y panadería, se brindan amplias experiencias prácticas en los laboratorios de alimentos, uno con un diseño básico de cocina de diez estaciones, y el otro laboratorio con un diseño de cocina institucional que es cercano a los diseños de cocina de restaurante, con siete estaciones. También hay tres laboratorios de demostración, con dos estaciones, utilizados por las clases de laboratorio de alimentos de vez en cuando. También se proporciona un laboratorio de bebidas completo con una barra funcional para el aprendizaje práctico sobre diversas técnicas de preparación y servicio de bebidas. También se ha preparado una sala de bar simulada para su creciente número de clases en Administración de bares y Clases de servicio de alimentos y bebidas.
Los estudiantes también reciben aplicaciones informáticas de la industria utilizando varios programas, como Amadeus, Opera y un programa de software de oficina interno. En las clases teóricas se utiliza el enfoque multimedia. El Programa de Capacitación Práctica Internacional se realiza a través de acuerdos con agencias locales y sus agencias asociadas que se coordinan con varios establecimientos en Singapur y los Estados Unidos de América.
En el año escolar 2009-2010, el nombre de la universidad se cambió de CIHM a CITHM o Facultad de Gestión Internacional de Turismo y Hospitalidad conectada a MGM Hotels Holdings, EE. UU. CITHM es una escuela ganadora en la Copa Culinaria de Filipinas y anfitrión aparente en dicha actividad anual. El CITHM recibe del COHREP el programa de Acreditación Máxima en su BSHRM y BSTourism respectivamente. El Hotel Bay Leaf es el proyecto Máximo del Liceo CITHM. Hay un nuevo hotel Bay Leaf en la ciudad de LPU Cavite.

### Facultad de Relaciones Internacionales

#### Historia
La Facultad de Relaciones Internacionales comenzó como la Escuela de Servicio Exterior. Dependía administrativamente de la Facultad de Artes y Ciencias (CAS). Inicialmente, ofreció el título de Licenciado en Ciencias en el Servicio Exterior (BSFS) en el año escolar (SY) 1954–55, según lo autorizado por el Departamento de Educación bajo el Reconocimiento No. 35 Serie de 1954. Un número total de 1,000 inscritos en SY 1959- 60 impulsó su separación del CAS. José P. Laurel se convirtió en el decano interino de la recién separada Escuela de Servicio Exterior. Más tarde pasó a llamarse Colegio del Servicio Exterior. En 2005, la universidad pasó a llamarse Facultad de Relaciones Internacionales (CIR).
Desde su establecimiento, el colegio contó en su lista de profesores y personal docente que incluía al difunto presidente Diosdado Macapagal, quien se convirtió en profesor especial de Relaciones Exteriores de Filipinas en 1969. Diez años después, el ex embajador ante la Santa Sede, Alberto Katigbak, en su capacidad. como decano de la universidad, inició revisiones al plan de estudios de BSFS.
Los planes de estudio de prácticamente todas las asignaturas del CIR han sido objeto de revisiones para su actualización, incluyendo Práctica Diplomática, Introducción a las Relaciones Internacionales, Relaciones Exteriores de Filipinas, Protocolo y Etiqueta y Organismos Internacionales.
Para fortalecer el cuerpo docente del CIR, se designaron nuevos presidentes. El Embajador Josué L. Villa, ex embajador de Filipinas en Tailandia y en la República Popular China, se incorporó en abril de 2006 como presidente del Departamento de Política, Gobierno y Diplomacia, y el embajador Alfredo Almendrala, ex embajador de Filipinas en Myanmar y Cónsul General en San Francisco, como presidente del Departamento de Comercio Internacional, además de su nombramiento como conferencista especial.
Además de los profesores de mucho tiempo, la embajadora Dolores Sale, el embajador Fortunato Oblena y el general Cesar Fortuno, se agregaron nuevos profesores a la facultad: el embajador Apolinario Lozada, Jr., la embajadora Phoebe Gómez; embajador Néstor Padalhin; Ruby Sakkam, graduada summa cum laude de St. Scholastica College; y Gil Santos, veterano periodista y exjefe de la oficina de Associated Press. el embajador Aladin Villacorte, ex Cónsul General del Consulado General de Filipinas en Chicago y Cónsul General del Consulado General de Filipinas en Xiamen, PR de China; La embajadora Emelinda Lee-Pineda y la embajadora Estrella Berenguel también se han unido recientemente a la facultad.

### Facultad de Enfermería
Otorgado Nivel 2 1er Estatus Reacreditado por PACUCOA. El 16 de julio de 2002, el presidente del Liceo de Filipinas, Roberto P. Laurel, comisionó a Perla Rizalina M. Tayco, Ph.D., consultora de DO, para ayudar a la institución en el Proceso de Visión Estratégica hacia el establecimiento de la Facultad de Enfermería. La solicitud de Permiso Gubernamental para operar la Licenciatura en Ciencias en Enfermería fue otorgada en las siguientes fechas.

### Facultad de Derecho
La Facultad de Derecho tiene un campus separado en Macati, conocido como el Liceo Universitario de Filipinas - Macati o Facultad de Derecho del Liceo Universitario de Filipinas.

### Academia Claro M. Recto de Estudios Avanzados (CMR-AAS)
Los programas de maestría en Administración Pública y Administración de Empresas obtienen el Nivel 2 1er Estatus Reacreditado por PACUCOA.
| Nombre de la facultad                                 | Año  |
| ----------------------------------------------------- | ---- |
| Facultad de Artes y Ciencias                          | 1952 |
| Facultad de Administración de Empresas                | 1952 |
| Academia Claro M. Recto de Estudios Avanzados         | 1953 |
| Facultad de Relaciones Internacionales                | 1954 |
| Facultad de Ciencias de la Computación e Información  | 1969 |
| Facultad de Derecho                                   | 1969 |
| Facultad de Gestión Hotelera de Turismo Internacional | 1998 |
| Facultad de Enfermería                                | 2002 |
| Facultad de Tecnologia                                | 2015 |

## Campus e instituciones afiliadas
El Liceo de la Universidad de Filipinas tiene seis campus principales, a saber:
- LPU Manila, en Intramuros, Manila, el campus principal de la universidad
- LPU Macati, en LP Leviste Street, Macati, alberga la Facultad de Derecho de LPU
- LPU Batangas, en la ciudad de Batangas, Batangas, anteriormente una institución autónoma llamada Lyceum of Batangas
- LPU Laguna, en la ciudad de Calambá, Laguna, antes una institución autónoma llamada Lyceum Institute of Technology
- LPU Cavite, en General Trias, denominado como "el primer y único campus turístico en Filipinas
- LPU Dávao, en CP Garcia Highway (Diversion Road), Sun City, Buhangin, Dávao, el primer campus de LPU fuera de Luzón

### Futuros campus
- LPU Iloilo en Mandurriao, Iloilo

### Escuelas secundarias
- LPU International High School-Cavite, Construido como el Departamento de Escuelas Secundarias de LPU Manila.
- LPU International High School-Batangas, El departamento de escuela secundaria de LPU Batangas, que estará ubicado en la ciudad de Batangas y cuya apertura estaba programada para junio de 2013. Tiene la misión de "¡Formar mentes jóvenes para que tomen la iniciativa!".
- LPU International High School-Laguna, Inaugurado en junio de 2013 en respuesta al programa K-12 DepEd.

### Otras instituciones autónomas de educación superior relacionadas con LPU
- LPU: St. Cabrini College of Allied Medicine, un esfuerzo conjunto entre el campus de Laguna del Liceo de la Universidad de Filipinas y el Centro Médico St. Frances Cabrini en Santo Tomas, Batangas.
- Lyceum International Maritime Academy abreviada como LIMA, ubicada en LPU Batangas, que ofrece educación marítima.
- LPU Culinary Institute ubicado en Intramuros, Manila. La escuela culinaria más grande del Metro.

Nota: Hay escuelas que emplean el nombre "Lyceum" pero no están afiliadas ni reconocidas por Lyceum of the Philippines.

## Escuelas asociadas
| País          | Nombre                               |
| ------------- | ------------------------------------ |
| Filipinas     | LPU Culinary Institute               |
| Tailandia     | Dusit Thani College                  |
| Tailandia     | Universidad de Mahasarakham          |
| Reino Unido   | Universidad de Hertfordshire         |
| Taiwán        | Universidad Cheng Shiu               |
| Corea del Sur | Universidad de Gyeongju              |
| Corea del Sur | Universidad de Bucheon               |
| Corea del Sur | Colegio Cristiano de Enfermería      |
| Filipinas     | Escuelas Internacionales Joji Ilagan |

### Campus
- Liceo Universitario de Filipinas - Manila (principal)
- Liceo Universitario de Filipinas - Macati (Facultad de Derecho)
- Liceo Universitario de Filipinas - Batangas
- Liceo Universitario de Filipinas - La Laguna
- Liceo Universitario de Filipinas - Cavite
- Liceo Universitario de Filipinas - Dávao

- Datos: Q3547527
- Multimedia: Lyceum of the Philippines University / Q3547527